# Leichtathletik-Weltmeisterschaften 2011/Teilnehmer (Saudi-Arabien)
| Goldmedaillen | Silbermedaillen | Bronzemedaillen |
| ------------- | --------------- | --------------- |
| —             | —               | —               |

Der saudi-arabische Leichtathletik-Verband stellte bei den Leichtathletik-Weltmeisterschaften 2011 im südkoreanischen Daegu acht Teilnehmer.

## Ergebnisse

### Männer

#### Laufdisziplinen
| Athlet                                                                     | Disziplin        | Vorlauf        | Vorlauf | Halbfinale | Halbfinale | Finale             | Finale             |
| Athlet                                                                     | Disziplin        | Zeit           | Platz   | Zeit       | Platz      | Zeit               | Platz              |
| -------------------------------------------------------------------------- | ---------------- | -------------- | ------- | ---------- | ---------- | ------------------ | ------------------ |
| Mohammed Shaween                                                           | 1500 m           | DNF            | DNF     | –––        | –––        | –––                | –––                |
| Hussain al-Hamdah                                                          | 5000 m           | 13:35,47 min   | 6       |            |            | 13:34,83 min       | 13                 |
| Abdullah al-Joud                                                           | 5000 m           | DNF            | DNF     |            |            | –––                | –––                |
| Ali al-Amri                                                                | 3000 m Hindernis | 8:26,75 min SB | 16      |            |            | nicht qualifiziert | nicht qualifiziert |
| Ismail al-Sabiani Youssef Masrahi Hamed Hamadan al-Bishi Mohammed al-Salhi | 4 × 400 m        | 3:05,65 min SB | 16      |            |            | nicht qualifiziert | nicht qualifiziert |